# Lobulo parietale inferiore
Il lobulo parietale inferiore (nell'acronimo inglese IPL, distretto subparietale o lobulo) si trova nella parte inferiore del lobo parietale posteriore (detta anche corteccia parietale posteriore (nell'acronimo inglese PPC).
Esso si divide in due lobi per mezzo del solco intraparietale formando la parte inferiore (IPL) e il lobulo parietale superiore (nell'acronimo inglese SPL).
IPL è situato dietro alla parte inferiore del solco postcentrale. È conosciuto anche come territorio di Geschwind, da Norman Geschwind, neurologo statunitense che negli anni 1960 intuì la sua importanza.
Entrambi i lobi, inferiore e superiore, sono formati da diverse aree indipendenti e segregate tra loro (PF, PFG, PG per IPL, mentre PE e PEc per SPL), ciascuna delle quali è deputata a elaborare determinati aspetti dell'informazione sensoriale connessa a effettori specifici. Alcune di queste aree presenti in questi lobi sono legate a modalità somatosensoriali, visive, altre ancora ad entrambe.